# Adam (Torchwood)
Pour les articles homonymes, voir Adam (homonymie).
Adam est le cinquième épisode de la deuxième saison de la série anglaise Torchwood.

## Résumé
Un matin comme tous les autres à Torchwood où le capitaine Jack Harkness donne des missions à ses collaborateurs Gwen, Owen, Tosh, Ianto et Adam Smith. Ledit Adam étant un extraterrestre s'infiltrant dans l'esprit des gens afin de changer leur mémoire et fait croire à tous qu'il bosse ici depuis 4 ans. Or, cette opération n'est pas sans dommage sur la mémoire des personnages. 

## Continuité
- L'habituelle présentation de Torchwood au début de l'épisode a été modifiée pour inclure un passage avec Adam.
- Jack avait déjà dit avoir vécu dans un pays en guerre dont les lignes ennemies sont proches dans l'épisode Capitaine Jack Harkness
- On a enfin l'identité de Gray, le personnage dont le Capitaine John Hart avait dit avoir retrouvé la présence à la fin de Le Retour de Jack.
- La situation amoureuse entre Owen et Tosh est l'exact inverse que lors de l'épisode précédent.
- Sur la page de cet épisode on trouve un rapport de Gwen vantant les mérites d'Adam : il aurait, selon elle, conduit la rébellion contre Lisa (Femme cybernétique) et aurait été celui qui a eu le courage de tirer sur Suzie Costello (Ils tuent encore Suzie). Gwen attribue la rébellion de l'équipe dans l'épisode La Fin des temps au fait qu'il n'était pas présent.

### Continuité avec leWhoniverse
- Jack avait déjà parlé de la Peninsule Boeshane, que l'on voit ici filmée, dans l'épisode Le Dernier Seigneur du temps.
- Jack évoquait à la fin de Le Docteur danse le fait qu'une partie de sa mémoire avait été effacée.
- Adam dit repartir dans le Vide, cet espace se trouvant entre deux dimensions et déjà mentionné dans Adieu Rose.

## Musique
- La chanson Christiansands de Tricky (lorsqu'Adam et Tosh sont au lit)